# L'Ombre de Staline
Pour les articles homonymes, voir Mr. Jones.
Pour plus de détails, voir Fiche technique et Distribution.
L'Ombre de Staline (Mr Jones) est un film biographique polono-britannico-ukrainien réalisé par Agnieszka Holland, sorti en 2019. Il est sélectionné en compétition officielle à la Berlinale 2019. Le film est librement inspiré de la découverte, par le journaliste britannique Gareth Jones, de la famine ukrainienne de 1932-1933, l'Holodomor.

## Synopsis
Gareth Jones est un jeune journaliste britannique d'origine galloise, qui travaille pour l'ancien Premier ministre britannique David Lloyd George, comme conseiller dans le domaine de la politique étrangère. C'est un des rares journalistes à avoir obtenu une interview d'Adolf Hitler lors d'un voyage à bord de l'avion privé de ce dernier. G. Jones tente alors d'alerter le gouvernement britannique sur le danger que représente le Troisième Reich, mais pour cause de crise financière, des réductions de budget conduisent Lloyd George à licencier Jones.
Le journaliste, qui s'intéresse à la question du financement des projets de l'URSS, décide alors de partir à Moscou, afin d'obtenir une interview du dirigeant communiste Joseph Staline. Une fois sur place, la nouvelle de l'assassinat d'un ami de Jones, journaliste lui aussi, ainsi que les révélations de journalistes présents à Moscou (tels que Walter Duranty ou Ada Brooks), font comprendre au jeune reporter qu'il s'intéresse à un sujet dangereux, et que les journalistes sont loin de pouvoir mener leurs investigations comme bon leur semble.
Au prétexte d'aller inspecter les capacités défensives des Soviétiques en cas de guerre contre l'Allemagne pour le compte du Premier Ministre, il obtient des institutions communistes de pouvoir aller en Ukraine, territoire habituellement fermé aux journalistes. En faussant compagnie à son guide, il parvient à aller explorer par lui-même les campagnes enneigées de cette région.
Il découvre alors ce qui sera plus tard nommé Holodomor, à savoir une famine ayant causé des millions de morts, vidé des villages et poussé les hommes dans leurs derniers retranchements. Après quelques jours d'errance dans la campagne ukrainienne, il est finalement arrêté par la police soviétique, qui le ramène à Moscou. Une fois sur place, il est contraint de passer un marché avec les Soviétiques : son silence de retour en Grande-Bretagne contre la vie de six ingénieurs britanniques devant être libérés mais restés prisonniers quelque temps encore en URSS pour espionnage.
Une fois de retour au Royaume-Uni, il décide de suivre le conseil de l'écrivain George Orwell et révèle ce qu'il a vu lors de son voyage. Il est tout de suite sommé par le gouvernement britannique, qui souhaite conserver de bonnes relations diplomatiques, et donc économiques, avec les Soviétiques, de se rétracter publiquement. Il est aussi contredit par l'envoyé du New York Times à Moscou, Walter Duranty. Obligé de se retirer dans le village de son père au Pays de Galles, il parvient tout de même à publier un article, après une rencontre avec William Randolph Hearst en vacances dans la région, dans lequel il décrit ses observations et la gravité de la situation en Ukraine.
Le film se conclut par un court texte racontant la fin tragique de Gareth Jones, assassiné peu avant l'âge de 30 ans en Mongolie-Intérieure, très probablement par les services secrets soviétiques, l'opposant à la fin plus tranquille de Walter Duranty, mort à 73 ans sans que son prix Pulitzer lui soit retiré, malgré ses mensonges prouvés au sujet de l'Holodomor. 

## Fiche technique
- Titre original : Mr Jones
- Titre français : L'Ombre de Staline
- Titre polonais : Obywatel Jones
- Titre ukrainien : Ціна правди
- Réalisation : Agnieszka Holland
- Assistants réalisateurs : 1) Jan Mensik / 2) Agnieszka Krawczynska
- Scénario : Andrea Chalupa
- Décors : Grzegorz Piatkowski
- Direction artistique : Fiona Gavin
- Costumes : Galina Otenko et Ola Staszko
- Directeur de la photographie et cadreur (non crédité) : Tomasz Naumiuk
- Montage : Michał Żarnecki
- Musique : Antoni Lazarkiewicz
- Ingénieur du son : Marcin Matiak
- Mixage : Filip Krzemien
- Producteurs : Andrea Chalupa, Angus Lamont, Klaudia Smieja, Egor Olesov et Stanislaw Dziedzic
- Sociétés de production : Boy Jones Films (Royaume-Uni), Film Produkcja (Pologne) et Kinorob (Ukraine)
- Sociétés de distribution : 
  - Kino Swiat (Pologne)
  - Condor Entertainment (France)
- Tournage : du 16 février 2018 au 16 février 2018 en Pologne (principalement à Cracovie), Ukraine et en Écosse
- Pays d'origine :  Pologne,  Royaume-Uni,  Ukraine
- Langues : anglais, russe, ukrainien, gallois[2]
- Format : Couleurs – 35 mm
- Genre : biographie, drame, thriller
- Durée : 141 minutes (festival), 119 minutes (exploitation en salles)
- Dates de sortie : 
  - Allemagne : 10 février 2019 (Berlinale)
  - Pologne : 26 juillet 2019 (Festival international du film Nouveaux Horizons) ; 25 octobre 2019 (sortie nationale)
  - Royaume-Uni : 6 octobre 2019 (Festival du film de Londres) ; 7 février 2020 (sortie nationale)
  - Ukraine : 28 novembre 2019 (sortie nationale)
  - France : 14 février 2020 (Ciné O'Clock, Festival du film britannique et irlandais de Villeurbanne) ; 22 juin 2020 (sortie nationale)

## Distribution
- James Norton (VF : Marc Arnaud) : Gareth Jones[3]
- Vanessa Kirby (VF : Marie Tirmont) : Ada Brooks
- Peter Sarsgaard (VF : Guillaume Lebon) : Walter Duranty
- Joseph Mawle (VF : Renaud Marx) : George Orwell
- Richard Elfyn : l'agent de police
- Beata Poźniak : Rhea Clyman
- Celyn Jones (VF : Jérôme Wiggins) : Matthew
- Julian Lewis Jones : le Major Jones
- Patricia Volny : Bonnie
- Krzysztof Pieczyński (VF : Féodor Atkine) : Maxime Litvinov
- Fenella Woolgar (VF : Anne Massoteau) : Miss Stevenson
- Martin Bishop (VF : Frédéric Cerdal) : Sir Ernest Bennet
- John Edmondson : J.E.B. Seely
- Billy Holland : le livreur de journaux
- Sabrina John : une habitante de la ville galloise
- Christopher Bloswick : le journaliste américain
- Kenneth Cranham (VF : Jean-Pierre Leroux) : David Lloyd George
- Michalina Olszańska (VF : Victoria Grosbois) : Yulia
- Matthew Marsh (VF : Michel Prud'homme) : William Randolph Hearst
- Martin Hugh Henley (VF : Stefan Godin) : L.C. Thornton
- Olena Leonenko-Glowacka : la réceptionniste

## Accueil

### Accueil critique
En France, le film obtient une note moyenne de 3,9⁄5 sur le site Allociné, qui recense 14 titres de presse.
Pour  Le Parisien, L'Ombre de Staline propose un récit original bien documenté : « inspiré d'une histoire vraie, « l'Ombre de Staline » est un polar ponctué de séquences terrifiantes, mais aussi une réflexion sur la propagande et le totalitarisme. ».
Pour Le Monde, le film réussit pleinement sa plongée dans les années 1930 : « cette histoire est vraie, bien interprétée, bien racontée par Agnieszka Holland. ».

## Distinctions

### Sélections
- Berlinale 2019 : sélection en compétition officielle.
- Festival du film britannique de Dinard 2019 : hors compétition

## Analyse
D'après Yaryna Havriliouk, le film décrit avant tout « le combat d'un homme contre le système », dans un univers aux limites du grotesque mais montré avec nombre de détails.

### Libertés prises avec la réalité
Le film évoque la rencontre fictive entre Gareth Jones et George Orwell. Bien qu'ayant eu le même agent littéraire et fréquenté parfois les mêmes lieux, rien n'atteste une possible rencontre entre les deux individus.

### Revue de presse
- René Marx, « L'Ombre de Staline», L'Avant-scène Cinéma, no 671-672, Alice Edition, Paris, mars-avril 2020, p. 205,  (ISSN 0045-1150)
- Bernard Génin, « L'Ombre de Staline », Positif no 710, Institut Lumière-Actes Sud, Paris, avril 2020, p. 48-49,  (ISSN 0048-4911)